# Soi (psychologie)
Pour les articles homonymes, voir Soi (homonymie).
Soi signifie dans l'acception courante la personne, ou l'individu qui se désigne lui-même. C'est en particulier un des piliers de la psychologie analytique : Carl Gustav Jung utilise le terme Soi pour désigner l'archétype de l'entièreté psychique qui distingue une personne au-delà de ce qu'elle perçoit d'abord (cette perception étant le Moi venu de la psychanalyse).
La psychologie sociale est également concernée. En psychanalyse post-freudienne, c'est notamment Heinz Kohut qui a théorisé et développé le concept de soi.

## Concept de soi en psychologie
Le concept de soi est l'ensemble des connaissances qu'un individu possède à propos de lui-même (image de soi) ainsi que les émotions qui l'accompagnent (estime de soi).
Cet ensemble de connaissances dépend de la manière dont l'individu perçoit l'information. Cette information peut provenir de différentes sources :[réf. nécessaire]
- La conscience réflexive : à l'âge de 18 mois, un bébé peut se reconnaître dans un miroir : c'est ce qu'on appelle le stade du miroir. À partir de ce stade, l'individu développe ce qu'on appelle la conscience réflexive c'est-à-dire la capacité de se distinguer dans l'environnement comme objet distinct.
- Les inférences basées sur le comportement : un individu peut développer une conception de lui-même en inférant des caractéristiques individuelles à ses comportements.
- Les inférences basées sur les émotions : il est également possible d'inférer des caractéristiques de soi aux émotions et aux pensées propres, et ces inférences ont généralement beaucoup plus d'impacts sur la conception de soi que les comportements puisque ces derniers sont, d'une manière générale, beaucoup plus soumis aux pressions sociales que les émotions.
- Le soi relationnel ou l'impact de la réaction des autres : les autres peuvent évidemment influencer la conception que l'on a de soi par leurs réactions et leurs critiques, ce qui peut appeler un comportement qui cherche à correspondre à l'image demandée (ce qui correspond au principe du faux self de Winnicott).

Il existe d'autres méthodes d'acquisition d'information sur soi comme la comparaison avec les autres.

## Le Soi dans la psychologie analytique

### L'archétype du Soi selon Carl Gustav Jung
« le Soi est la donnée existant a priori dont naît le Moi. Il préforme en quelque sorte le Moi. Ce n'est pas moi qui me crée moi-même : j'adviens plutôt à moi-même. »

Si le point central représente l'ego, le soi enveloppe à la fois le cercle et le point.

Le Soi est un concept limite qui regroupe en un même ensemble le conscient et l'inconscient : inconscient personnel et inconscient collectif. Il traduit l'expérience de la totalité, la capacité de représentation de la totalité, autant que le processus psychique qui va dans le sens d'une conscience englobant de plus en plus d'éléments inconscients. Le Soi intervient dans le processus d'individuation : il en est le moteur, l'organisateur et, dans une certaine mesure, le but.
Le Soi est ainsi l'archétype de la conscience et du Moi. Le rapport du Moi au Soi est décrit par Jung soit comme celui de la Terre tournant autour du Soleil, soit comme celui d'un cercle inclus dans un autre cercle de plus grand diamètre, soit encore comme le fils par rapport au père. Dans ce dernier cas, l'image n'est complète que lorsque l'on considère que le Soi n'advient à la conscience que par un travail de confrontation du Moi avec ses autres archétypes (animus et anima, persona, etc.), un travail de « décantation » du Moi : le Soi, ou du moins la conscience que l'on acquiert du Soi, est donc aussi, à la fin du processus d'individuation, d'une certaine manière, le fils du Moi (Filius Philosophorum).
En tant que totalité, le Soi est nécessairement paradoxal : toute qualité qui lui est attribuée s'y voit accompagnée de son opposé : seule la capacité de direction de la conscience du Moi permet la différenciation entre les contraires, et révèle donc cet aspect paradoxal du Soi, plus précisément de la conscience que l'on peut en avoir.

### Caractéristiques structurelles et dynamiques du Soi
Apparu dès le texte de 1902 (Psychologie et pathologie des phénomènes dits occultes) le terme de Soi ne prend valeur conceptuelle pour Jung que dans les Métamorphoses de 1912. Si ses caractéristiques s'affineront et se compléteront par la suite, l'essentiel de ce concept y figure déjà.
- D'un point de vue ]topique, le Soi est un ensemble regroupant tous les constituants du psychisme. Il serait donc ainsi synonyme de l'âme.
- D'un point de vue dynamique, il exprime un double aspect :
  - La tendance des contenus inconscients à parvenir à la conscience, soit sous forme de prise de conscience, soit, quand celle-ci est rendue impossible par l'attitude du Moi, sous forme de symptômes ou d'inflation du Moi qui s'identifie à la totalité du psychisme. Jung insiste particulièrement sur les dangers d'une telle inflation qui peut mener jusqu'à l'éclatement des limites du Moi, c'est-à-dire à la psychose.
  - La capacité de compensation de l'inconscient, qui propose au Moi le pendant de son attitude dirigée. La compensation ne peut jouer que dans la mesure où le rapport du Moi et du Soi est suffisamment différencié. Si le Moi est en état d'inflation, s'identifiant au Soi, la compensation s'inverse, et il y a emballement dans le sens de la direction du Moi, ou dans le sens inverse.
- D'un point de vue génétique, le Soi est à l'origine de la constitution du Moi, première étape du processus d'individuation. Il est initialement indifférencié de l'imago maternelle, mais il est néanmoins moteur de la différenciation. Enfin, Jung dit aussi que “la pensée est fondée sur l'autorévélation du Soi” (Essai d'interprétation psychologique du dogme de la trinité 1940/1948).
- D'un point de vue structural, le Soi est “la somme et la quintessence de tous les archétypes”. Il est donc à la fois l'archétype qui structure tous les autres, et celui qui est structuré par tous : dans la mesure où son rapport au Moi détermine, par son dynamisme compensateur, son influence organisationnelle dans le psychisme, il peut ainsi être tout aussi bien facteur de regroupement (liaison) que d'éclatement (déliaison). Facteur de liaison il permet l'union des contraires, et facteur de déliaison, il permet la différenciation : c'est ce double dynamisme qui anime le processus d'individuation.
- D'un point de vue épistémologique, Jung insiste sur le fait que le Soi est un concept limite : « Je reste conscient du fait qu'il est fort possible que, formulant cette hypothèse, nous restions encore prisonnier d'une image […] tout bien pesé, je ne doute pas qu'il s'agisse encore d'une image, mais d'une image telle et si essentielle qu'elle nous englobe et nous contient. » (Dialectique du moi et de l'inconscient 1916/1934) : et plus tard : « dans la mesure où quelque chose de l'inconscient existe, il n'est pas assignable : son existence n'est qu'un pur postulat […] la totalité n'est empirique que dans ses parties, et seulement dans la mesure où celles-ci sont contenus de la conscience. En conséquence le « soi » n'est qu'un concept limite » (Psychologie et alchimie 1935/1951).
- Par rapport à la religion, et aux multiples accusations de mysticisme qui ont été portées contre lui, Jung est on ne peut plus clair : “Comme le Christ n'a jamais signifié pour moi plus que je pouvais comprendre de lui et que cette compréhension coïncide avec le savoir empirique que j'ai du Soi, je dois reconnaître que c'est le Soi que j'ai en tête lorsque je m'occupe de l'idée du Christ. Au demeurant, je n'ai pas d'autre accès au Christ que le Soi, et comme je ne connais rien qui soit au-delà du Soi, je m'en tiens à ce concept” (Jung et la croyance religieuse 1956/1957).
- Par rapport aux concepts Freudiens, le Soi de Jung est tout à fait original :
  - Par rapport au Surmoi : “Le Surmoi est un succédané nécessaire et inévitable de l'expérience du Soi. […] Tant que le Soi est inconscient, il correspond au Surmoi de Freud” (Le symbole de la transsubstantiation dans la messe 1941/1953).
  - Par rapport au Moi idéal et à l'idéal du Moi — tous deux avatars du Surmoi — Jung insiste sur le fait que le Soi, en tant que totalité, inclut les aspects les plus bas de la personnalité. Il ne peut donc être confondu avec le Moi idéal que dans la mesure où une inflation du Moi annule son activité compensatrice, et avec l'idéal du Moi que dans celle où la dissociation de la personnalité maintient dans l'inconscient ses aspects sombres (l'ombre).
- Du point de vue de ses représentations les images du Soi apparaissent dans les rêves et les productions spontanées (fantasmes, dessins, danse etc.) sous des formes doublement symétriques et centrées (carré, cercle) : les  mandalas. Jung a constaté que ces formes de représentations se retrouvent dans toutes les cultures aussi bien que dans les productions individuelles. Il estime que l'apparition des images du Soi dans les rêves est souvent liée à de profondes tensions ou ruptures de l'équilibre psychiques.

### Le soi primaire (Michael Fordham)
Michael Fordham est un élève anglais de Jung, qui s'est intéressé au développement de l'enfant. Il appelle soi primaire l'état d'homéostasie psycho-corporelle du nouveau-né, un état où différenciation n'existe pas, ni entre un monde intérieur et un monde extérieur, ni au sein même du monde intérieur.

## Autres courants de pensée postfreudiens

### Heinz Hartmann et la naissance de l'Ego-psychology
Le soi, en tant qu'"organisation mentale" différenciée du Moi, est une notion d’abord utilisée en 1950 par Heinz Hartmann en Ego psychology, puis reprise en 1960, dans l’école anglaise, par Donald Winnicott avec le vrai et le faux self et dans l’école américaine par Heinz Kohut, puis dans les années 60, apparait un courant anglophone nommé Self psychology.

### Vrai self et faux self (Winnicott)
Le terme "soi" est utilisé habituellement en français pour traduire le terme anglais "self". Winnicott distingue le vrai self et le faux self.

### Le soi (Heinz Kohut)
« Il était l'humeur probable de chaque instant, le véritable soi. », Heinz Kohut.

## Le dépassement de soi (Abraham Maslow)
Le modèle connu sous le nom de pyramide des besoins, proposé par le psychologue américain Abraham Maslow, décrit une hiérarchie des besoins humains. Dans les 3 dernières années de sa vie, Maslow a défendu l'existence d'un besoin supplémentaire n'impliquant plus le besoin d'accomplissement de soi (pour lequel l'individu travaille à actualiser son propre potentiel), mais un niveau de dépassement de soi (self-transcendence) qui implique de mettre de côté ses propres besoins, au bénéfice du service à autrui ou à d'autres causes, extérieures à soi.

## Le soi dans la psychologie sociale
En psychologie sociale, le soi est défini comme un ensemble d'informations sur un individu, auquel celui-ci peut avoir accès ainsi que les mécanismes intrapersonnels et interpersonnels qui gèrent cette information d'un point de vue cognitif, émotionnel, comportemental et social. La connaissance de soi comme telle comprend deux dimensions soit le concept de soi et l'estime de soi.